# Jari Kainulainen
Jari Kainulainen (Helsinki, 29 de abril de 1970) es un bajista finlandés. Ha formado parte de bandas como Stratovarius, Masterplan, Evergrey, Mess o Symfonia.

## Biografía
Jari Kainulainen nació el 29 de abril de 1970 en Helsinki, Finlandia. Es famoso por el trabajo realizado como bajista en la banda finlandesa "Stratovarius". Su salida de esta banda se debió a sus planes de matrimonio. Ha participado también en otros muchos grupos y proyectos. Actualmente es el bajista oficial de bandas como "Mess" o el grupo power metal progresivo "Evergrey". Utiliza un bajo Ibanez de seis cuerdas.

## Trayectoria
Kainulainen ha formado parte de las bandas Evergrey, Mess, E.Vil, Hoitovirhe, Stratovarius, Heat y Kotipelto.

### La época de Stratovarius
La etapa de "Stratovarius" es la época más significativa de Jari Kainulainen como músico, habiendo participado en prácticamente la totalidad de los discos de la banda, y siendo considerado como uno de los cinco músicos de la "etapa clásica" de la misma (junto con Timo Tolkki, Timo Kotipelto, Jens Johansson y Jorg Michael).
Su entrada en Stratovarius coincide con la salida unos años antes de Jari Behm, anterior bajista de Stratovarius, quien por su parte había reemplazado a Jyrki Lentonen que conocía a Timo Tolkki de su anterior banda "Road Block", que también había sido el sustituto de John Vihervä (el músico de "Black Water", la embronaria banda de "Stratovarius"). Jari entró en la banda teniendo que hacerse cargo tan sólo de grabar el 30% de las pistas de bajo de su primer álbum en el grupo ("Twilight Time") ya que el propio guitarrista y compositor Timo Tolkki se había encargado de dejar grabado el resto en su ausencia. A partir de entonces Jari asumió la totalidad de la responsabilidad tanto de grabar el bajo en los siguientes discos, como de tocarlo en todos sus directos, cosa que cumplió siempre fielmente hasta el día de su marcha.
Jari fue uno de los tres músicos que permanecieron en "Stratovarius" durante el convulso período entre los álbumes "Elements" y el último que grabó Jari, "Stratovarius", cuando Tolkki, empujado por un estado de inestabilidad mental, decide expulsar de la banda a Kotipelto, y arrastrado por ello decide marcharse el batería Jörg Michael, retornando ambos poco tiempo después (época en la que se unieron a la banda de forma provisional la cantante Miss K y Anders Johansson, hermano de Jens).
Después de ello, en julio de 2005, Jari decide abandonar el grupo por motivos personales, no habiendo llegado a realizar el tour previsto para la presentación de "Stratovarius", siendo entonces sustituido por el también finlandés Lauri Porra.

### La época post-Stratovarius
Tras su salida de "Stratovarius" Jari decidió tomarse un cierto tiempo de descanso junto a su entonces reciente esposa Heidi, periodo tras el cual formó junto a los músicos Elias Viljanen, Tommi Salmela y Atte Sarkima la banda "Mess". Posteriormente, el 6 de agosto de 2007 anunció públicamente su integración en la banda sueca de metal progresivo "Evergrey" con los que acaba de grabar su primer disco "Torn"
A finales de 2010 se confirmó que Kainulainen formaría parte de la nueva banda de Timo Tolkki, llamada "Symfonia". Sin embargo, apenas un año después, el grupo quedó disuelto.

## Discografía

### Stratovarius
| Título                       | Discográfica  | Año  |                  |
| Dreamspace                   | Noise Records | 1994 | álbum de estudio |
| Fourth Dimension             | Noise Records | 1995 | álbum de estudio |
| Episode                      | Noise Records | 1996 | álbum de estudio |
| Visions                      | Noise Records | 1997 | álbum de estudio |
| The Past And Now             | JVC           | 1997 | álbum Compilado  |
| Visions of Europe            | Noise Records | 1998 | álbum en vivo    |
| Destiny                      | Noise Records | 1998 | álbum de estudio |
| Visions of Destiny           | Noise Records | 1999 | DVD              |
| The Chosen Ones              | Noise Records | 1999 | álbum Compilado  |
| Infinite                     | Nuclear Blast | 2000 | álbum de estudio |
| 14 Diamonds                  | JVC           | 2000 | álbum Compilado  |
| Infinite Visions             | Nuclear Blast | 2000 | DVD              |
| Intermission                 | Nuclear Blast | 2001 | álbum de estudio |
| Elements, Pt. 1              | Nuclear Blast | 2003 | álbum de estudio |
| Elements, Pt. 2              | Nuclear Blast | 2003 | álbum de estudio |
| Stratovarius                 | Sanctuary     | 2005 | álbum de estudio |
| Black Diamond: The Anthology | Noise Records | 2006 | álbum Compilado  |

### Con Kotipelto
| Título               | Año  | Discográfica  | Detalle |
| -------------------- | ---- | ------------- | ------- |
| Waiting for the Dawn | 2002 | High and Loud |         |
| Coldness             | 2004 | High and Loud |         |

### Con Evergrey
- Torn (2008)

### Con Symfonia
- In Paradisum (2011)

- Datos: Q2343192
- Multimedia: Jari Kainulainen / Q2343192